# Jakutföld zászlaja
Jakutföld zászlaját 1992. október 14-én vonták fel hivatalosan. A fehér korong az északi nap. A kék, a fehér és a zöld az eget, a havat és a tajgát jelképezi. A vörös a nép bátorságát és kitartását szimbolizálja.